# Proteuxoa heliosema
Proteuxoa heliosema là một loài bướm đêm thuộc họ Noctuidae. Nó được tìm thấy ở Lãnh thổ Thủ đô Úc, New South Wales, Queensland, Nam Úc, Victoria và Tây Úc.
Ấu trùng được ghi nhận ăn các loài Eucalyptus, cũng như Pennisetum clandestinum và các loài cỏ khác.